# Amanda Davin
Amanda Klara Alexandra Davin, född 12 april 1992, är en svensk skådespelare. Hon har bland annat gjort rollen som Julia/Martin i komedifilmen Tur & retur.

## Filmografi
- 2003 – Min skäggiga mamma (Karin)
- 2003 – Tur & retur (Julia / Martin)
- 2007 – Allt om min buske (Barbro)
- 2008 – Patrik 1,5 (Isabell)
- 2008 – Allt flyter (Sara)
- 2011 – Som en Zorro (Zavanna)
- 2020 – Rebecka Martinsson (TV-serie)

## Teater

### Roller
| År   | Roll | Produktion              | Regi         | Teater   |
| ---- | ---- | ----------------------- | ------------ | -------- |
| 2007 |      | Parsifal Richard Wagner | Nils Poletti | Unga Tur |

### Fotnoter
1. ↑  ”Amanda Davin”. Svensk Filmdatabas. http://www.sfi.se/sv/svensk-filmdatabas/Item/?type=PERSON&itemid=308153&ref=%2ftemplates%2fSwedishFilmSearchResult.aspx%3fid%3d1225%26epslanguage%3dsv%26searchword%3dAmanda+Davin%26type%3dPerson%26match%3dBegin%26page%3d1%26prom%3dFalse. Läst 21 februari 2013.
2. ↑  Jenny Aschenbrenner (23 juli 2007). ”Gladknasig karnevalsteater”. Dagens Nyheter. https://www.dn.se/arkiv/kultur/gladknasig-karnevalsteater/. Läst 7 juni 2019.